# Цикъл Тюрфинг
Цикълът Тюрфинг представлява колекция от нордически легенди, обединени от повтарящия се елемент – вълшебния меч Тюрфинг. Две от легендите могат да се открият в Поетичната Еда, а сагата Херварар може да се счита за компилация на тези истории.

## Изковаването и проклятието
Първата част от цикъла говори за изковаването на меча Тюрфинг от джуджетата Дурин и Двалин. Те са накарани насила да извършат това дело от Свафрлами, краля на Гардарики, но за да си отмъстят, джуджетата проклинат меча всеки път когато бива изваден от своята ножница да убива някого, да извърши три зли дела и да бъде гибелта на Свафрлами.
Кралят е убит в битка с берсерка Арнгрим, който взема меча и го дава на своя син Ангантюр.

## Битката при Самсьо
Втората част разказва легендата за Хялмар, Орвал-Од и битката при Самсьо. Дванадесетте сина на Арнгрим се срещат с Хялмар и Орвар-Од в пряк сблъсък, но въпреки че числено превъзхождат героите, синовете на Арнгрим загиват. Хялмар обаче е ранен от Тюрфинг и умира.

## Хервор
Третата част разказва за дъщерята на Ангантюр Хервор и за това как тя взема Тюрфинг от духа на баща си. По-късно сключва брак и ражда двама синове Ангантюр и Хайдрек.

## Хайдрек
В четвъртата част се говори за сагата на Хайдрек Мъдри, краля на готите, и съдържа гатанките на Гестумблинди. Ако първото зло дело на меча Тюрфинг е да убие Хялмар, то второто вероятно е убиването на брата на Хайдрек Ангантюр. Третото зло дело се случва, когато робите на Хайдрек го убиват по време на експедиция в Карпатите.

## Битката между готите и хуните
Петата част е посветена на синовете на Хайдрек Ангантюр и Хльод и на това как Хльод завладява земята на готите с ордата на хуните.

## Историята на Швеция
Последната част разказва за шведската история и династията на шведските крале от Ивар Видфамне до крал Филип Халстенсон.